# MBDA
MBDA je evropský výrobce raketových zbrojních systémů operující ve Velké Británii, Francii, Německu, Itálii a USA. Společnost vznikla v prosinci 2001 sloučením zbrojních koncernů Aérospatiale-Matra Missiles (tehdy součást koncernu EADS), Finmeccanica a Matra BAe Dynamics. Její centrála sídlí v Paříži. Vlastníky společnosti jsou společnosti BAE Systems (37,5%), EADS (37,5%) a Finmeccanica (nyní Leonardo) (25%).

## Výrobky

### Protiletadlové střely

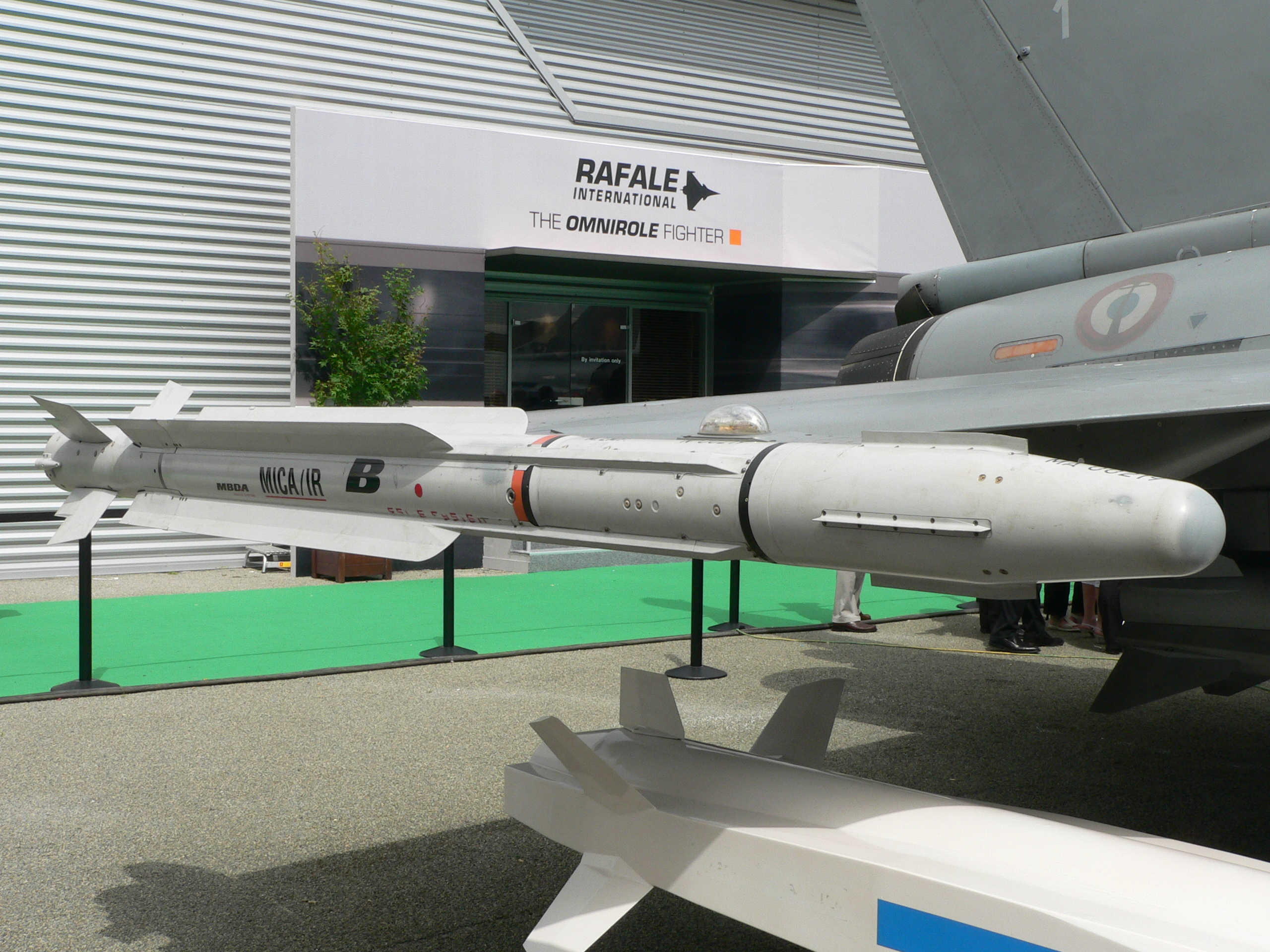
Letecká verze střely MDMA Mica IR v podvěsu pod křídlem letounu Dassault Rafale

- AIM-132 ASRAAM
- MBDA Meteor
- MBDA MICA
- MBDA Aspide
- Mistral
- MBDA Aster / SAMP/T
- MBDA CAMM / Sea Ceptor
- Sea Wolf
- LFK NG
- MEADS
- Rapier / Jernas
- PAAMS

### Protizemní střely

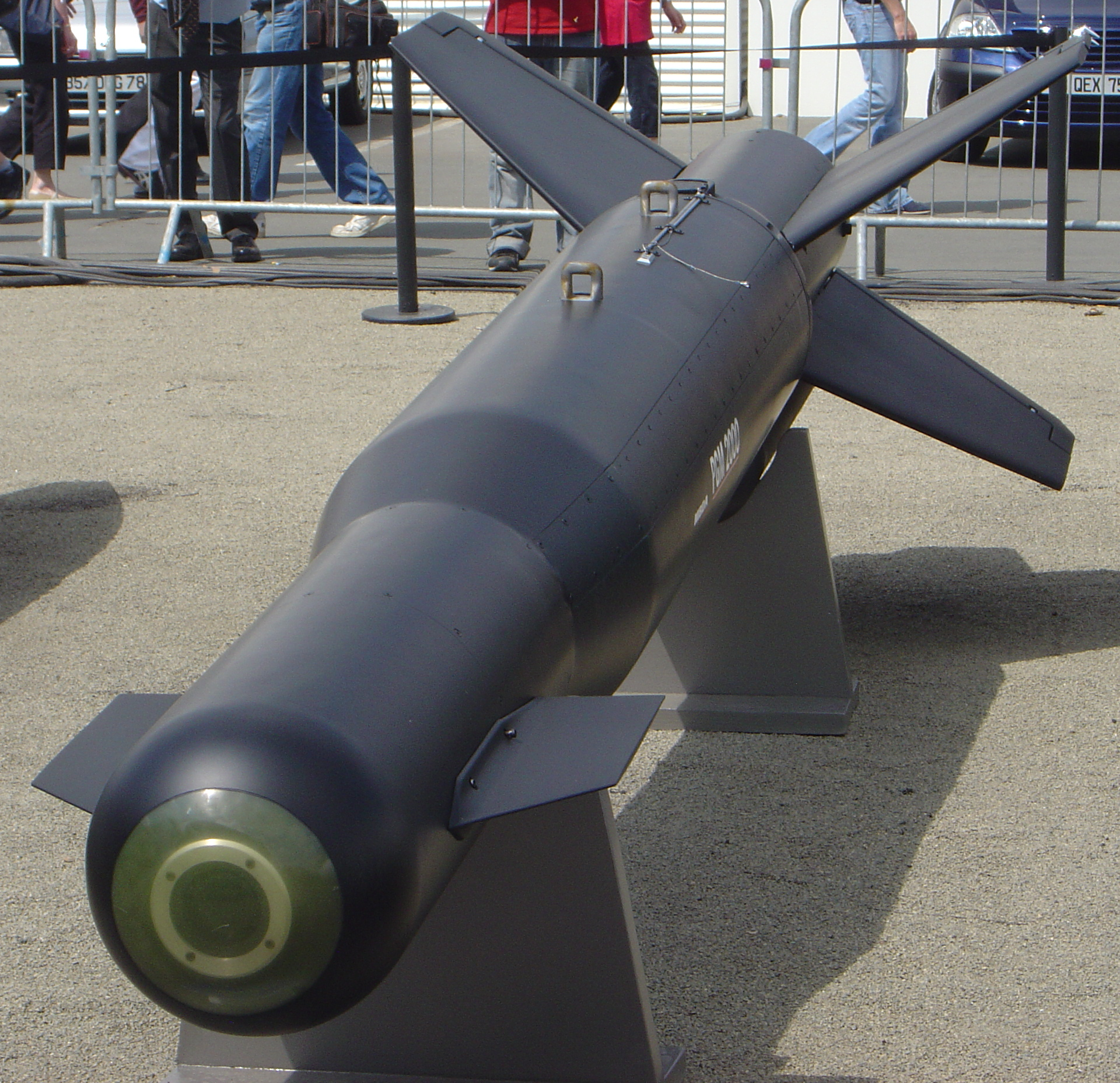
MBDA PGM 2000

- MBDA Apache / Storm Shadow / SCALP EG / Scalp Naval
- MBDA PGM 500 a MBDA PGM 2000
- MBDA Zuni

### Protilodní střely
- Exocet
- Otomat / Teseo
- Sea Skua
- MBDA Marte

### Protitankové střely
- MILAN
- ERYX
- PARS 3 LR
- MBDA Brimstone
- Akeron MP (dříve MMP)